# Збройні сили Камбоджі

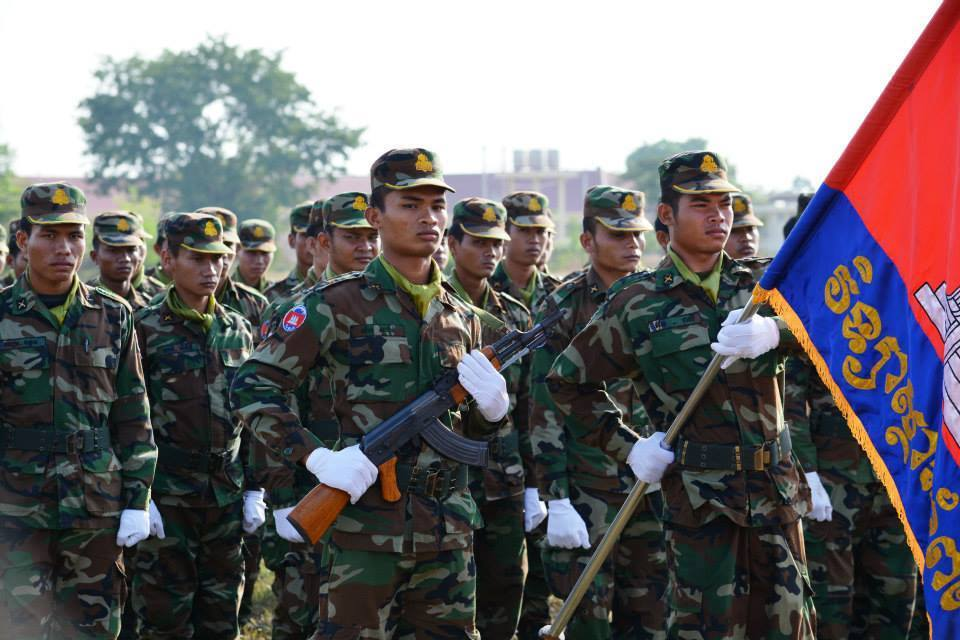
Солдати Королівської Армії Камбоджі.

Королівські Збройні сили Камбоджі (кхмер. កងទ័ពយុទ្ធពលខេឞរភូមិន្ទ, Kangtorp Yuthipol Khemarak Phumin) (КЗСК) — національні збройні сили Камбоджі. Верховним головнокомандувачем є Й. В. Король Сіамоні Нородом. З 2018 року, Генерал Вонг Пісен є Головнокомандувачем КЗСК як глава армії, флоту, авіації та жандармерії.
Збройні сили діють під юрисдикцією Міністерства національної оборони. Згідно з конституцією країни, КЗСК відповідає за захист суверенітету та територіальної цілісності Королівство Камбоджа.
Вони були створенні у 1993 році шляхом злиття Камбоджійських народних збройних сил і двох некомуністичних армій опору. Дві сили опору, червоні кхмери та роялістська Національна об'єднана армія (НУА) виступили проти уряду. Попередником збройних сил Камбоджі є дивізія 125, створена в 1978 році Хун Сеном (нині прем'єр-міністр) за підтримки В'єтнамської народної армії.
Королівська камбоджійська армія є найбільшим підрозділом КЗСК, війська розміщені в кожній із 25 провінцій країни. Королівський флот Камбоджі, другий за величиною підрозділ, діє вздовж річок Меконг і Бассак, а також в озері Тонлесап. Військова поліція чисельністю 10 000 чоловік працює паралельно з цивільною поліцією та має пости в кожній провінції та муніципалітеті країни. Королівські військово-повітряні сили Камбоджі, найменший військовий підрозділ із 5000 членів, діють у кожній провінції, де є аеропорт.

## Склад Збройних сил
У 2001 році співміністр оборони Сісоват Сірірат заявив, що загальна військова чисельність Камбоджі становить близько 120 000 чоловік. Після завершення бойових дій і капітуляції останніх червоних кхмерів армія Камбоджі зазнала суттєвих змін, оскільки вона переходить до сил мирного часу.
З 1999 року уряд працює над демобілізацією великої кількості солдатів за підтримки Світового банку. Зусилля з демобілізації почалися в лютому 2000 року, і перші 10 000 солдатів були демобілізовані в рамках пілотного проекту пізніше того ж року. У 2001 році розпочався перший етап демобілізації; двадцять тисяч солдатів повернулися до цивільного життя під час великих церемоній по всій країні. Хоча другий етап демобілізації був запланований на 2003 рік, під час якого ще 30 000 військовослужбовців повинні були залишити збройні сили, процес був загальмований через звинувачення в корупції та порушеннях у закупівлях.
| Види збройних сил       | Чисельність |
| ----------------------- | ----------- |
| Армія                   | 85,400      |
| ВМС                     | 4,000       |
| Повітряні сили          | 2,500       |
| Спецназ                 | 10,000      |
| Королівська жандармерія | 30,000      |
| Разом                   | 131,900     |

## Історія

### Королівські кхмерські збройні сили
Королівські кхмерські збройні сили (КХЗС) були створені 9 листопада 1953 року відповідно до Франко-Кхмерської конвенції. Це сприяло припиненню Французької колонії та протекторату, і Камбоджа отримала власну військову організацію. Роль КХЗС полягала в тому, щоб гарантувати суверенітет нації та короля; забезпечувати безпеку, соціальний порядок і повагу до закону, а також захищати Королівство Камбоджа. З 50 000 військових КХЗС було організовано на рівні батальйону під керівництвом Верховного головнокомандувача збройних сил (глави держави). На цій ранній стадії нації її збройні сили часто були озброєні лише дерев’яними гвинтівками, щоб ввести в оману агресивні сили В'єтміна. Це змусило короля Нородома Сіанука підписати з В'єтнамом угоди про кордон, які були невигідні для Камбоджі, що призвело до втрати значної території.

### Кхмерські національні збройні сили
Кхмерські національні збройні сили Військова ситуація різко змінилася після державного перевороту в березні 1970 р. За режиму Кхмерської Республіки КХЗС було перейменовано в Національні збройні сили Кхмери (КНЗС). КНЗС було розширено до 200 000 військовослужбовців, організованих у бригади та дивізії, у відповідь на надзвичайний стан під час Громадянської Війни в Камбоджі; усіма збройними силами командував президент. Зіткнувшись з НФЗ, В’єтконгом або червоними кхмерами, КНЗС діяв на повну силу і часто перемагав. Принц Нородом Сіанук вів радіопропаганду, закликаючи слухачів йти в джунглі і приєднуватися до комуністів для боротьби разом з силами КНЗС. Деякі корумповані командири КНЗС, які були прихильниками роялістів, продали свою зброю та розвідувальні дані опозиційним червоним кхмерам. Багато командирів КНЗС, як-от Нородом Чантарейнсі, були на передовій, починаючи операції проти комуністичних сил. Конгрес Сполучених Штатів втратив довіру до КНЗС наприкінці 1973 року, припинивши військову допомогу через корупцію.

### Революційна армія Кампучії
Після падіння Кхмерської республіки в квітні 1975 року режим червоних кхмерів створив Революційну армію Кампучії (РАК). Армія складалася з солдатів червоних кхмерів і перебіжчиків з КНЗС Лон Нола. Перебіжчики, які приєдналися до червоних кхмерів, ніколи не користувалися повною довірою з боку червоних кхмерів. Пізніше вони були очищені Пол Потом, коли керівництво червоних кхмерів наказало вбити тисячі солдатів і офіцерів Червоних кхмерів. Як і інші війська, РАК був організований на рівні дивізії і керований начальниками Генерального штабу Сон Сеном і Та Моком. Повністю озброєні сили РАК налічували 375 000 осіб, які були надані Китаєм і кількома країнами Східного блоку. Коли Демократична Кампучія вторглася в Кампучію Кром у південному В’єтнамі (відому як Прей Нокор, коли це була територія Камбоджі до 1949 року), в’єтнамські сили були застигнуті зненацька, а їхні подвійні агенти в Червоних кхмерах виявилися цінними. Пізніше стало відомо, що подвійні агенти стали членами Народно-революційних збройних сил Кампучії (НРЗСК), збройних сил Народної Республіки Кампучії.

### Народно-революційні збройні сили Кампучії
Після втручання в'єтнамських військ у січні 1979 року (що призвело до падіння режиму червоних кхмерів), було сформовано Народно-революційні збройні сили Кампучії (НРЗСК). Вони змінили свою назву на Камбоджійські народні збройні сили (КНЗС) Пномпеня уряд, коли він був перебудований, і перетворився з батальйонів на дивізії.
Антив'єтнамські рухи сформувалися вздовж камбоджійсько-тайського кордону. На додаток до Національної армії Демократичної Кампучії (НАДК), що залишилася, дві інші некомуністичні сили опору – Національні збройні сили кхмерського народу (НЗСКН) і Національні армії незалежної кхмерів (НАНХ) – були встановлені. Військова еволюція двох останніх рухів була подібною: від малих озброєних груп до дивізій.

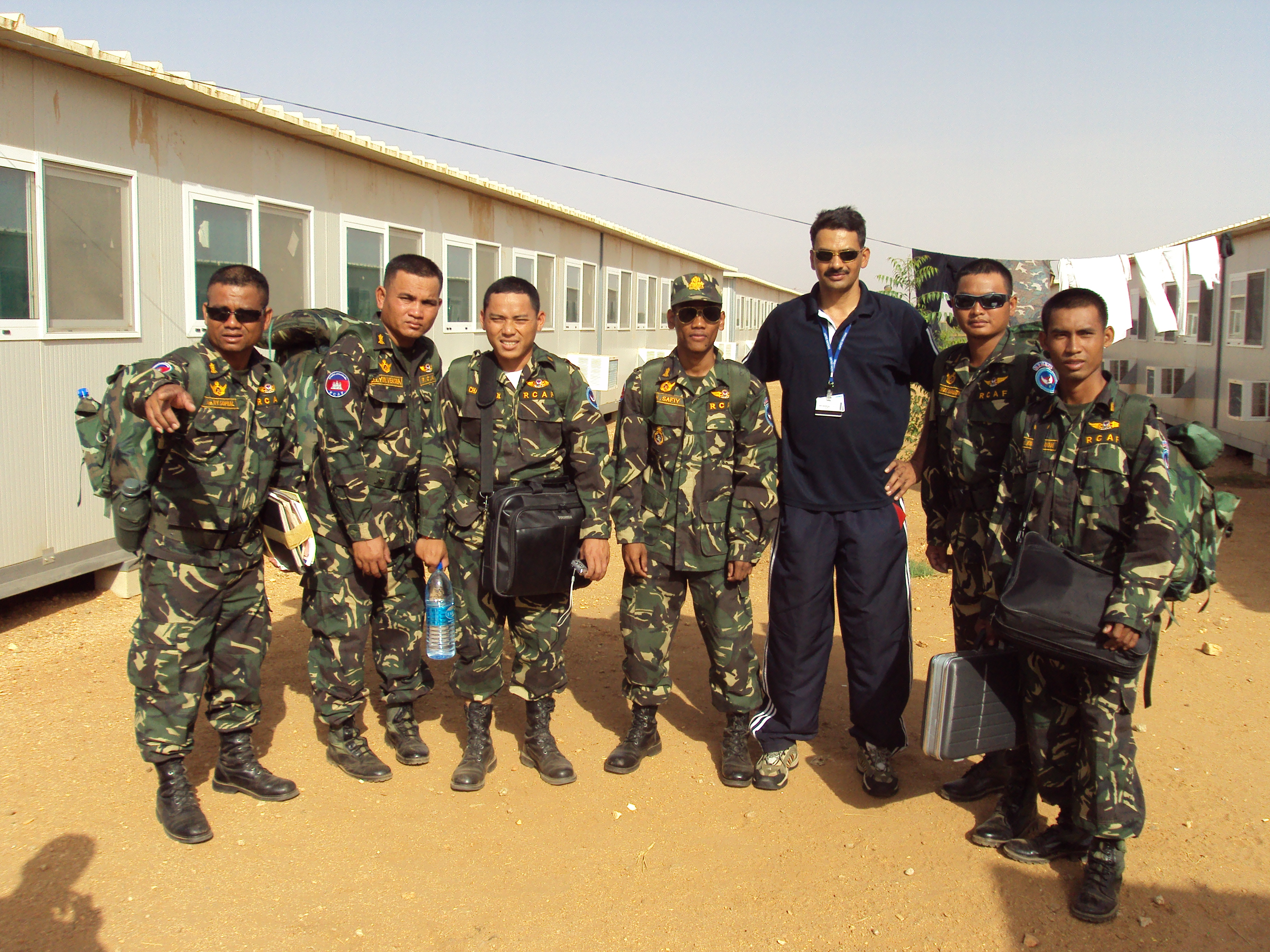
Камбоджійські сили з розмінування в Судані.

Через холодну війну та втручання світових держав Камбоджа опинилася в небезпеці з 1970-х років. Це було лише частково вирішено завдяки Паризьким мирним угодам у жовтні 1991 року, оскільки НРЗСК все ще домінувала у трьох групах опору: червоних кхмерів, НЗСКН та НАНХ.

### Відновлення КЗСК
Королівські збройні сили Камбоджі були відновлені в 1993 році після демократичних виборів уряду, що складався з двох прем'єр-міністрів. Збройні сили всіх партій, крім НАДК, були інтегровані в національні збройні сили; НАДК приєднався в 1998 році, після смерті Пол Пота. НРЗСК домінував у трьох інтегрованих партизанських групах, а командирів НАНХ та червоних кхмерів пізніше замінили тими, хто був лояльним до НРЗСК.
Щоб вирішити проблеми безпеки, у середині 1995 року уряд розпочав безпрограшну політику національного примирення та єдності під керівництвом короля. Дезертирство підрозділів НАДК почалося на початку 1996 року. Політика безпрограшної політики прем’єр-міністра Гун Сена продовжувала досягати успіху, оскільки останні групи партизанів червоних кхмерів були інтегровані до КЗСК наприкінці 1998 року; це означало розпуск політичної та військової організації червоних кхмерів і повернення всіх відокремлених територій під контроль уряду.
КЗСК зазнає реформ відповідно до урядових вказівок, які передбачають демобілізацію збройних сил до прийнятного розміру, досягнення спроможності та впровадження стандартів етики та гідності з майбутнім просуванням до міжнародної стандартизації. Його порядок денний включає регіональну співпрацю в галузі безпеки.

## Миротворчі операції

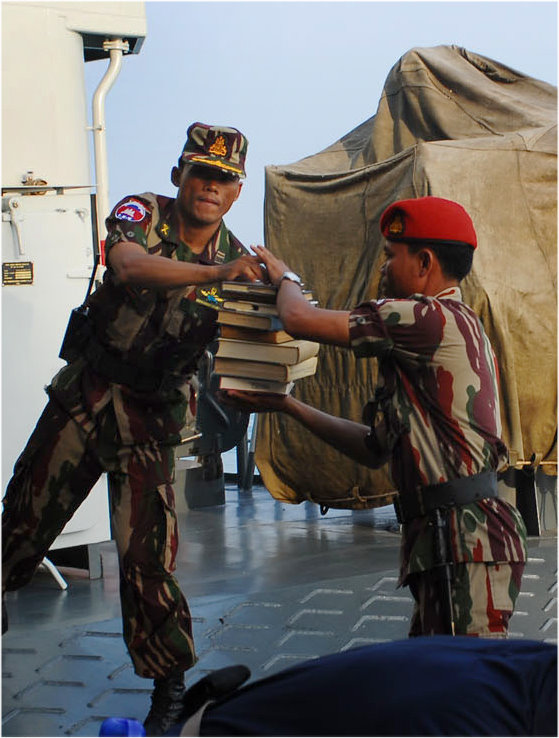
Офіцери армії Королівства під час чергування

КЗСК відправив свій персонал у різні гарячі точки в рамках ролі Королівства Камбоджа як члена Організації Об’єднаних Націй. Переважно інженери та підрозділи матеріально-технічного забезпечення, загалом 6822 солдати, з них 369 жінки, наразі були направлені до 10 миротворчих місій у дев’яти країнах, таких як:
- Центральноафриканська Республіка
- Чад
- Кіпр
- Ліван
- Малі
- Південний Судан
- Судан
- Сирія
- Ємен